# Allometanematobothrioides lepidocybii
Allometanematobothrioides lepidocybii är en plattmaskart. Allometanematobothrioides lepidocybii ingår i släktet Allometanematobothrioides och familjen Didymozoidae. Inga underarter finns listade i Catalogue of Life.